# Lijst van nummer 1-hits in de Nederlandse Single Top 100 in 2010
Deze hits stonden in 2010 op nummer 1 in de Nederlandse Single Top 100.
| Nummer | Datum        | Artiest                            | Titel                          |
| ------ | ------------ | ---------------------------------- | ------------------------------ |
| 632    | 2 januari    | The Opposites, Gers & Sef          | Broodje bakpao                 |
|        | 9 januari    | The Opposites, Gers & Sef          | Broodje bakpao                 |
| 633    | 16 januari   | Jurk!                              | Zou zo graag                   |
| 634    | 23 januari   | Caro Emerald                       | A night like this              |
| 635    | 30 januari   | Kane                               | No surrender                   |
| 636    | 6 februari   | Wesley                             | You raise me up                |
|        | 13 februari  | Wesley                             | You raise me up                |
| 637    | 20 februari  | Sieneke                            | Ik ben verliefd (Sha-la-lie)   |
| 636    | 27 februari  | Wesley                             | You raise me up                |
| 638    | 6 maart      | Jan Smit                           | Leef nu het kan                |
|        | 13 maart     | Jan Smit                           | Leef nu het kan                |
|        | 20 maart     | Jan Smit                           | Leef nu het kan                |
|        | 27 maart     | Jan Smit                           | Leef nu het kan                |
| 639    | 3 april      | Gerard Joling                      | Ik leef mijn droom             |
|        | 10 april     | Gerard Joling                      | Ik leef mijn droom             |
|        | 17 april     | Gerard Joling                      | Ik leef mijn droom             |
| 640    | 24 april     | Stromae                            | Alors on danse                 |
|        | 1 mei        | Stromae                            | Alors on danse                 |
|        | 8 mei        | Stromae                            | Alors on danse                 |
|        | 15 mei       | Stromae                            | Alors on danse                 |
|        | 22 mei       | Stromae                            | Alors on danse                 |
| 641    | 29 mei       | Marco Borsato & Guus Meeuwis       | Schouder aan schouder          |
| 642    | 5 juni       | Jaap                               | Don't stop believin'           |
| 641    | 12 juni      | Marco Borsato & Guus Meeuwis       | Schouder aan schouder          |
|        | 19 juni      | Marco Borsato & Guus Meeuwis       | Schouder aan schouder          |
| 643    | 26 juni      | Yolanda Be Cool & DCUP             | We no speak Americano          |
|        | 3 juli       | Yolanda Be Cool & DCUP             | We no speak Americano          |
|        | 10 juli      | Yolanda Be Cool & DCUP             | We no speak Americano          |
|        | 17 juli      | Yolanda Be Cool & DCUP             | We no speak Americano          |
|        | 24 juli      | Yolanda Be Cool & DCUP             | We no speak Americano          |
|        | 31 juli      | Yolanda Be Cool & DCUP             | We no speak Americano          |
|        | 7 augustus   | Yolanda Be Cool & DCUP             | We no speak Americano          |
| 644    | 14 augustus  | Dries Roelvink                     | Alleen door jou                |
|        | 21 augustus  | Dries Roelvink                     | Alleen door jou                |
| 645    | 28 augustus  | Nick & Simon                       | Een nieuwe dag                 |
|        | 4 september  | Nick & Simon                       | Een nieuwe dag                 |
| 646    | 11 september | Ricky L & M:ck                     | Born again (Balearic soul mix) |
| 647    | 18 september | 3JS & Ellen ten Damme              | Wat is dromen                  |
| 648    | 25 september | Jan Smit                           | Zie wel hoe ik thuis kom       |
| 649    | 2 oktober    | Bruno Mars                         | Just the way you are           |
| 650    | 9 oktober    | Swedish House Mafia & Tinie Tempah | Miami 2 Ibiza                  |
| 438    | 16 oktober   | Hero                               | Toen ik je zag                 |
| 651    | 23 oktober   | Oh Oh Cherso                       | Oh Oh Cherso                   |
| 652    | 30 oktober   | Marco Borsato                      | Waterkant                      |
| 653    | 6 november   | Duck Sauce                         | Barbra Streisand               |
|        | 13 november  | Duck Sauce                         | Barbra Streisand               |
|        | 20 november  | Duck Sauce                         | Barbra Streisand               |
| 654    | 27 november  | Lange Frans & Thé Lau              | Zing voor me                   |
| 655    | 4 december   | Ben Saunders                       | If you don't know me by now    |
| 656    | 11 december  | Adele                              | Rolling in the deep            |
| 657    | 18 december  | Ben Saunders                       | When a man loves a woman       |
| 658    | 25 december  | Martin Solveig & Dragonette        | Hello                          |